# Europäisches Theaterinstitut Berlin
Das Europäische TheaterInstitut e. V. Berlin (ETI) ist eine 1997 gegründete gemeinnützige Trägerorganisation, unter deren Dach sich die ETI Schauspielschule Berlin, die ETI Werkstatt und die ETI Produktionen vereinen.

## Organisation

### Schule
Die ETI Schauspielschule Berlin hat am 1. September 1997 die Arbeit aufgenommen. Bis 2012 war sie eine anerkannte Ergänzungsschule (§ 95 a / § 102). 2012 wurde ihr von der Senatsverwaltung der Titel einer staatlich anerkannten Ergänzungsschule nach § 103 des Berliner Schulgesetzes verliehen. Im September 2019 hat die Schauspielschule Charlottenburg die Arbeit eingestellt. In Abstimmung mit der Senatsverwaltung wurden die Schüler an die  ETI Schauspielschule übergeleitet, um eine gleichwertige Ausbildung zu gewährleisten, da die ETI Schauspielschule nunmehr die einzige staatlich anerkannte Ergänzungsschule (§ 103) für Schauspiel in Berlin ist. Die Senatsverwaltung bescheinigt, dass die Ausbildung am ETI mit der Ausbildung an staatlichen Schulen in Qualität und Umfang vergleichbar ist, sie erfolgt  nach staatlich geprüften und genehmigten Unterrichtsplänen. Damit erhalten die Absolventen ein Zeugnis, das sie als staatlich anerkannte Schauspieler ausweist. Die Ausbildung dauert 10 Trimester (39 Monate). Neben den Fächern Schauspiel, Schauspiel vor der Kamera und Musik werden alle relevanten Bewegungs-, Stimm- und Theoriefächer für Theater, Film und Fernsehen unterrichtet.

### Werkstatt
Die ETI Werkstatt bietet Interessenten die Möglichkeit an Schauspielkursen, Camera-Acting-Kursen (Weiter- und Fortbildungen) und Bewegungskursen teilzunehmen. Seit dem Jahre 2015 gibt es auch Theatralische Deutsch-Sprachkurse für Ausländer.

### Produktion
Die ETI Produktionen bieten den aktuellen und ehemaligen Schülern der Schauspielschule Berlin Gelegenheit, auch außerhalb der Schule schauspielerische Erfahrungen zu sammeln. Unter Anleitung durch Dozenten des ETI oder in eigener Regie werden Stücke oder szenische Lesungen inszeniert und im Rahmen der Berliner Theaterszene zur Aufführung gebracht. Einige ETI Produktionen entstanden in Kooperation mit dem Polnischen Institut Berlin und der Agencja Dramatu / Polish Plays Agency, mit dem Maxim Gorki Theater Berlin sowie dem Theaterdiscounter Berlin.

## Absolventen (Auszug)
- Anne Arzenbacher (* 1978), Schauspielerin
- Thomas Bartholomäus (* 1971), Schauspieler, Synchronsprecher
- Nicolai Borger (* 1974), Autor, Regisseur, Schauspieler
- David Bredin (* 1973), Schauspieler
- Carlo Degen (* 1988), Schauspieler
- Antonia Döring (* 1997), Schauspielerin
- Stipe Erceg (* 1974), Schauspieler
- Sebastian Freigang (* 1977), Schauspieler
- Eckhard Greiner (* 1970), Schauspieler
- Thomas Harbort (* 1973), Schauspieler
- Maria Jany (* 1975), Schauspieler
- Meri Koivisto (* 1977), Schauspielerin, Tänzerin
- Luisa Lossau (* 1989), Schauspielerin
- Eva-Maria May (* 1985), Schauspielerin, Sängerin
- Sarah Riedel (* 1979), Synchronsprecherin, Dialogbuchautorin, Schauspielerin
- Carol Schuler (* 1987), Schauspielerin, Sängerin
- Franziska van der Heide (* 1992), Schauspielerin
- Karin Hanczewski (* 1981), Schauspielerin
- Jonas Lauenstein (* 1987), Schauspieler
- Jördis Richter (* 1986), Schauspieler
- Björn von der Wellen (* 1980), Schauspieler